# Östersund
Östersund és un municipi a la regió central de Suècia, el cap de municipi de la qual és la ciutat de Östersund i té 58.428 habitants. La ciutat es va fundar el 1786 i de 1893 a 2006 va ser una de les principals places militars del país. Les principals atraccions turístiques són el parc zoològic de Frösön, el museu Jamtli i la casa-museu del músic Wilhelm Peterson-Berger.
Östersund és també la capital de la província de Jämtland i és així que el Governador de la Província resideix en aquesta ciutat. A causa del moviment d'independència que floreix avui dia a Jämtland, molts nadius de les diferents ètnies veuen el lloc de Governador com un "lloc intrusiu dels suecs" (?!). Fins i tot els seus sentiments cap al cos central de Govern a Estocolm són una mica freds, a causa del fet que el projecte Social Demòcrata Folkhemmet no va omplir les expectatives d'aquesta província, que és principalment agricultora. No obstant això aquest moviment independentista és considerat més aviat com un moviment irònic que subratlla les diferències entre el desenvolupament industrial del centre de Suècia i el caràcter de les províncies perifèriques despoblades basades en la indústria forestal, l'energia hidroelèctrica i l'agricultura.

## Present

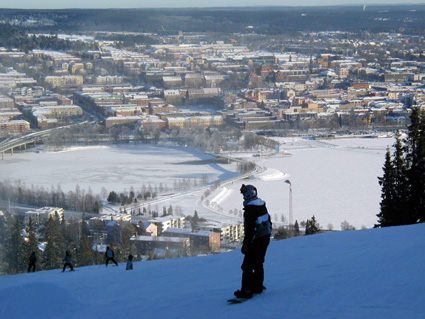
Vista de Östersund des de l'alt.

Durant els anys recents, Östersund ha evolucionat de ser una ciutat de guarnició per a les forces armades de Suècia, a ser una ciutat els ocupadors principals de la qual són les branques governamentals d'Educació i Administració. Östersund alberga un dels múltiples campus de la Universitat de la Suècia Central (Mittuniversitetet). Diverses administracions estatals s'han instal·lat també a la ciutat.
Existeix un petit aeroport internacional a Frösön a uns 10 km del centre de la ciutat.
La ciutat imprimeix periòdics locals que es distribueixen al llarg de Jämtland, Östersundsposten i Länstidningen.
Hi ha alguns llocs històrics que es troben a la ciutat:
- La pedra rúnica més septentrional de Suècia, Frösöstenen.
- El Museu de Jamtli que compta amb àrees d'exhibició en interiors i exteriors amb edificis antics de Jämtländ (similars al Museu Skansen d'Estocolm). Un dels seus principals atractius és un joc de tapets (Överhogdalstapeten) que daten de 800-1100 dC.
- L'església de Frösön que data del segle xiii.
- Els romanents del Frösö redutt, que fins a 1821 va ser la fortificació més important de Jämtland.
- La vila de Sommarhagen, que va ser construïda amb l'estil Nacional Romàntic, originalment sota la tutela del compositor Wilhelm Peterson-Berger.
- La reserva natural a l'illa de Andersön on es troben les ruïnes de l'església Sunne, construïda al segle xii.

## Geografia
Östersund és l'única ciutat en la seva província i es localitza en les ribes del llac Storsjön, el cinquè llac més gran de Suècia. La ciutat s'estén al llarg dels vessants del llac, la part central de la ciutat queda de cara a l'illa de Frösön. Avui dia, una bona part de la població de la ciutat viu en els vessants de l'illa que donen cap al centre de la ciutat.

## Història

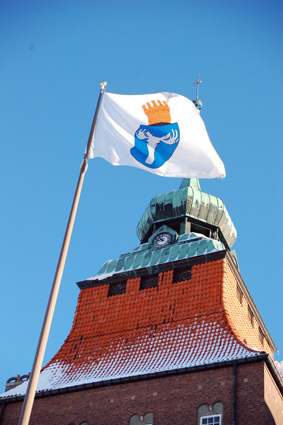
Bandera de la ciutat onejant davant de l'ajuntament.

Històricament, Frösön va ser el principal centre habitat a Jämtland, però quan la ciutat d'Östersund es va fundar el 1786, Frösön va començar a perdre gradualment la seva posició com a centre administratiu i mercantil. El seu estatus li van ser lliurats pel rei Gustau III de Suècia.
La ciutat de Östersund es va desenvolupar lentament durant els seus primers 100 anys de vida, però es va començar a expandir ràpidament després de l'arribada dels ferrocarrils el 1879. El 1971, el llavors anomenat poble de Östersund es va unir amb quatre llogarets als seus al voltant, per formar el que avui dia és el municipi.
Durant un llarg període va ser una ciutat basada en l'administració del comtat i una forta presència militar. Les següents instal·lacions militars van ser col·locades a Östersund pel govern suec:
- Regiment d'Artilleria de Norrland (A4), fundat el 1892.
- Regiment d'Infanteria de Camp de Jèmtia (I5), restablert el 1927.
- L'Ala de Jämtland de la Força Aèria (F4), establerta el 1926.
- L'Acadèmia Militar de Östersund (MHS Ö).

Avui dia, no obstant això, totes les instal·lacions militars importants que havien ajudat a l'economia de la ciutat, s'han dissolt. El 31 de desembre de 1998 el Regiment d'Artilleria es va desmantellar, i el 31 de desembre de 2004 la Base Aèria va ser tancada, mentre que el Regiment d'Infanteria es va començar a desinstal·lar en la mateixa data. L'Acadèmia Militar va ser tancada el juny de 2005.

## Activitats recreatives
L'estadi d'esquí de fons que es troba a dos quilòmetres del centre de la ciutat, es considera com un dels millors a Suècia. L'estadi està reconegut internacionalment també a causa de la topografia de les seves pistes d'esquí, el sistema compacte de pistes i pel fet que Östersund és usualment un lloc on es pot comptar que nevarà durant els mesos d'hivern. Diverses carreres mundials de biatlón s'han dut a terme a l'estadi, a més de nombrosos campionats nacionals d'esquí nòrdic.
Östersund va ser la seu del Campionat Mundial de Biatlón el 1970 i 2008.
En associació amb el municipi veí de Åre, tenia plans de ser el candidat a Suècia per a l'organització dels XXIII Jocs Olímpics d'Hivern el 2014, però aquesta candidatura va ser rebutjada pel govern. Va representar el quart intent d'aquesta ciutat, després d'haver-ho fet en 1994, 1998 i 2002.